# スモーキン・エース2
『スモーキン・エース2』（原題:Smokin' Aces 2: Assassins' Ball）は、2010年のアメリカ、カナダ合作映画。劇場未公開作品。
300万ドルの賞金が賭けられたFBI情報分析官を狙う殺し屋たちとFBIが繰り広げるバイオレンス・アクション。前作『スモーキン・エース』より以前のストーリーとして描かれている（Prequel）。

## 製作
前作『スモーキン・エース/暗殺者がいっぱい』で、監督・脚本を手掛けたジョー・カーナハンが、本作の原案・製作総指揮を行った。
トミー・フラナガン、クリストファー・マイケル・ホーリー、モーリー・スターリングらが、前作に続き出演している。

## ストーリー
FBIシカゴ支局で、暴力犯罪者逮捕プログラム"ViCAP"が1件の暗号データを解読した。その内容は、謎の人物による報酬$3,000,000の暗殺依頼で、暗殺日時は4月19日の午前3時に指定され、ラズロ・スート、トレモア一家ら複数の有名暗殺者がオファーを受けていた。国家要人レベルの高額報酬にもかかわらず、暗殺のターゲットは引退間際のFBI情報分析官ウォルター・ウィード。国家機密レベルの情報は扱っておらず、暗殺のターゲットになる理由は不明。
FBI捜査官ゼーン・ベイカー率いる護衛チームは、ウォルターをシカゴ郊外のとある施設にかくまう。そこは"Little Jazz After Hours Club"という名のジャズクラブに存在する地下シェルターだった。

## 登場人物

### FBI
ウォルター・ウィード
演 - トム・ベレンジャー、声 - 有川博
FBI情報分析官。300万ドルの懸賞金をかけられ、暗殺の標的となる。
ゼーン・ベイカー
演 - クレイン・クロフォード、声 - 宮内敦士
FBI特別捜査官。ウィード護衛チームのリーダー。
マルコム・リトル
演 - クリストファー・マイケル・ホーリー
FBI潜入捜査官。平素はジャズクラブ"Little Jazz After Hours Club"のバーテン。

### 暗殺者
ラズロ・スート
演 - トミー・フラナガン、声 - 山内健嗣
伝説の殺し屋で、変装の名人。
マクティーグa.k.a."外科医"
演 - ヴィニー・ジョーンズ、声 - 浦山迅
拷問のエキスパート。

### 殺し屋トレモア一家
フリッツ・トレモア
演 - マイケル・パークス
レスター・トレモア
演 - モーリー・スターリング
ケイトリン・"AK47"・トレモア
演 - オータム・リーザー
ベイビーボーイ・トレモア
演 - C・エルンスト・ハース
アリエラ
演 - マルタ・イガレータ
トレモア一家と行動する、美貌の女殺し屋。